# 王学武
王学武（1915年—1984年），男，河南洛阳人，中华人民共和国军事人物，中国人民解放军少将，曾任北京军区空军政治部主任。